# Cmentarz wojenny w Meuse-Argonne
Cmentarz wojenny w Meuse-Argonne – cmentarz wojenny położony we francuskiej miejscowości Romagne-sous-Montfaucon w departamencie Meuse. Na cmentarzu jest pochowanych 14 246 żołnierzy amerykańskich poległych podczas I wojny światowej, co czyni cmentarz w Meuse największym cmentarzem amerykańskim w Europie.
Cmentarz jest podzielony na osiem sekcji, za sekcją cmentarną znajduje się kaplica, zaprojektowana przez jednego z amerykańskich architektów. W środku kaplicy zostały pochowane ciała żołnierzy, których tożsamości nie można było zidentyfikować. Wokół kaplicy znajdują się groby nieznanych amerykańskich żołnierzy poległych w trakcie interwencji na terenie Rosji.
Cmentarz jest administrowany przez Amerykańską Komisję Cmentarzy Wojennych (ang. American Battle Monuments Commission ABMC) i jest otwarty codziennie w godzinach 9–17 z wyjątkiem 25 grudnia oraz 1 stycznia.

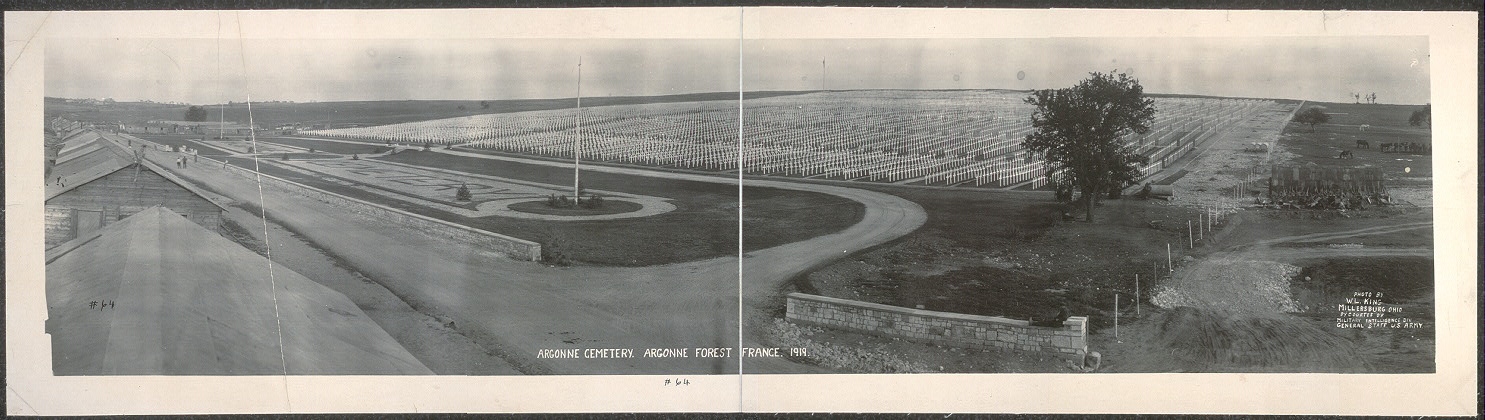
Cmentarz wojenny w Meuse-Argonne w 1919